# Смрт није довољна
Смрт није довољна је епизода Дилан Дога објављена у свесци бр. 122. у издању Веселог четвртка. Свеска је објављена 15.06.2017. Коштала је 270 дин (2,20 €; 2,47 $). Епизода је имала 94 стране.

## Оригинална епизода
Оригинална епизода под називом La morte non basta објављена је у бр. 331. едиције Дилана Дога која је у Италији у издању Бонелија изашла 28.03.2014. Епизоду су нацртали браћа Ђанлука и Раул Честаро, сценарио написао Ђовани ди Грегорио, а насловну страну нацртао Анђело Стано. Коштала је 3,5 €.

## Деби браће Честаро
Ово је прва епизода Дилан Дога коју су нацртали браћа Лука и Раул Честаро. Пре тога сарађивали су са Бонелијем на стрипу Ник Рајдер и Текс Вилер.

## Претходна и наредна епизода
Претходна епизода носила је наслов Предивно створење (бр. 121), а наредна Осуђен на земљу (бр. 123).